# Патогенеза
Патогенеза (на гръцки: πάθος — страдание, болест и γένεσις — произход, възникване) представлява механизъм на възникване и развитие на болестта и отделни нейни прояви на различни нива в организма, от молекулярни нарушения до изменения в органите и системите.